# Лакандоны

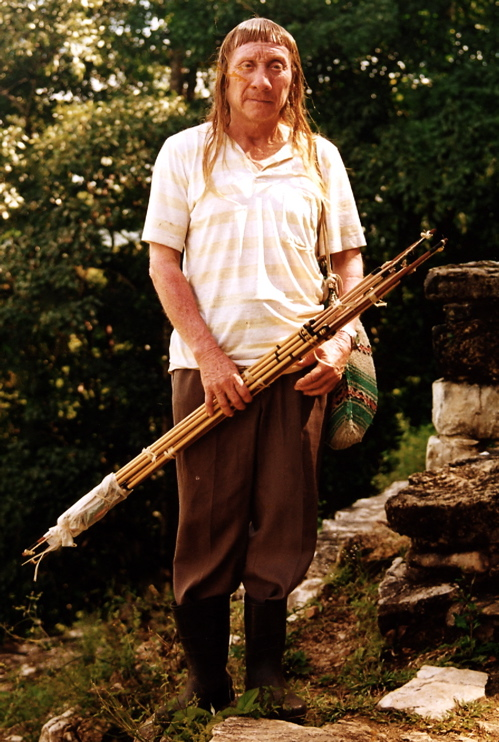
Лакандон из Бонампака.

Лакандоны (масеваль, карибес; самоназвания — Hach Winik [хач-виник] — «настоящие люди», ах-кех — «охотники на оленей») — народ группы майя. Говорят на лакандонском языке юкатекской ветви майяских языков; около половины также по-испански. Придерживаются традиционных верований, южные лакандоны частично протестанты. Численность — свыше 850 чел.

## Область расселения
Лакандоны живут на юго-востоке Мексики, в муниципалитете Окосинго на северо-востоке штата Чьяпас.
Делятся на северных (наха, общины Наха и Мецабок в междуречье рек Санта-Крус и Чокольха) и южных (сан-кинтин, общины Лаканха-Чансаяб, Санта-Клара, Сан-Хавьер, Бетель, Бонампак в верхнем бассейне реки Лаканха).
Область расселения лакандонов — лакандонская сельва — находится в междуречье рек Лакантун, Хатате и Усумасинта. На их территории организовано несколько биосферных заповедников, в том числе крупнейший в Чьяпасе заповедник Монтес-Асулес («Голубые горы»). В 1994 году Лакандонская сельва стала центром восстания сапатистов.

## Быт и хозяйство

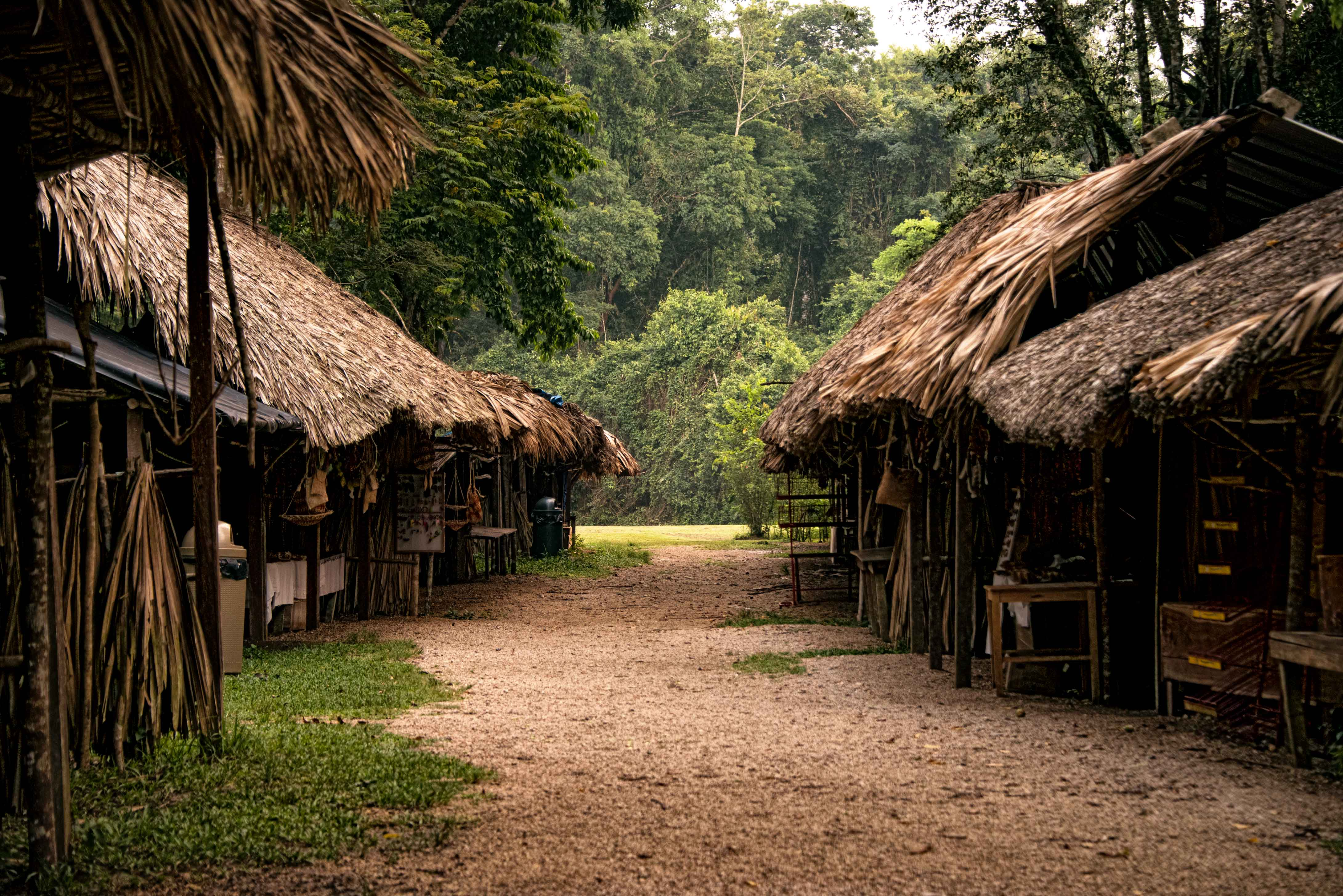
Хижины в Бонампаке.

Лакандоны живут небольшими общинами в тропических лесах. Прежде были изолированы, теперь подвержены влиянию мексиканцев и метисации.
Традиционные занятия — ручное земледелие (культуры — кукуруза, фасоль, тыква, стручковый перец, томат, бананы, маниока, табак), разведение домашней птицы, незначительно — свиней. Сохраняются охота, рыболовство, собирательство. Из ремёсел развиты плетение, ткачество, изготавливают лодки-долблёнки, калебасы), грубую керамику, одежду из коры. Туристам продают луки и стрелы.
Одежда — длинная туникообразная рубаха из трёх полос. Заимствуют и другие виды одежды.
Поселение состоит из 5—10 больших патрилокальных семей. До начала XX века сохранялись тотемные кланы. Система родства ирокезского типа. Есть полигиния (до 5 жён). Каждая жена с детьми имеет в доме свой очаг.

## Духовная культура
У лакандонов распространён культ богов дождя и плодородия, духов-хозяев природы. Ежегодно мужчины совершают паломничество к руинам городов Бонампак и Ясчилан, расположенных на территории проживания лакандонов.
Существуют мифы и фольклор, используются музыкальные инструменты, флейта и барабан. У метисов заимствована примитивная гитара из тыквы.

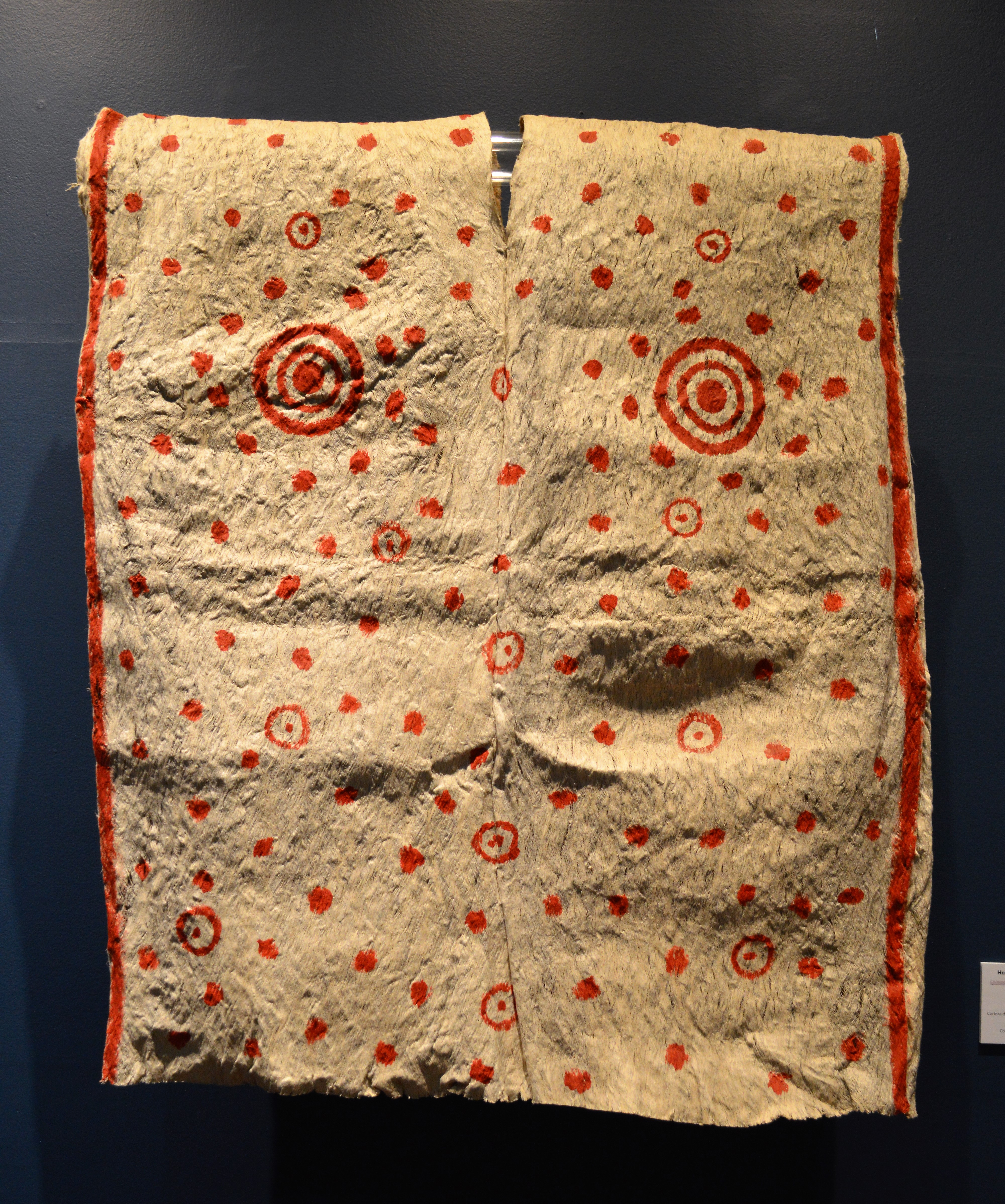
Ритуальный уипиль (туникообразная рубаха) лакандонов. Музей народного искусства в Мехико.
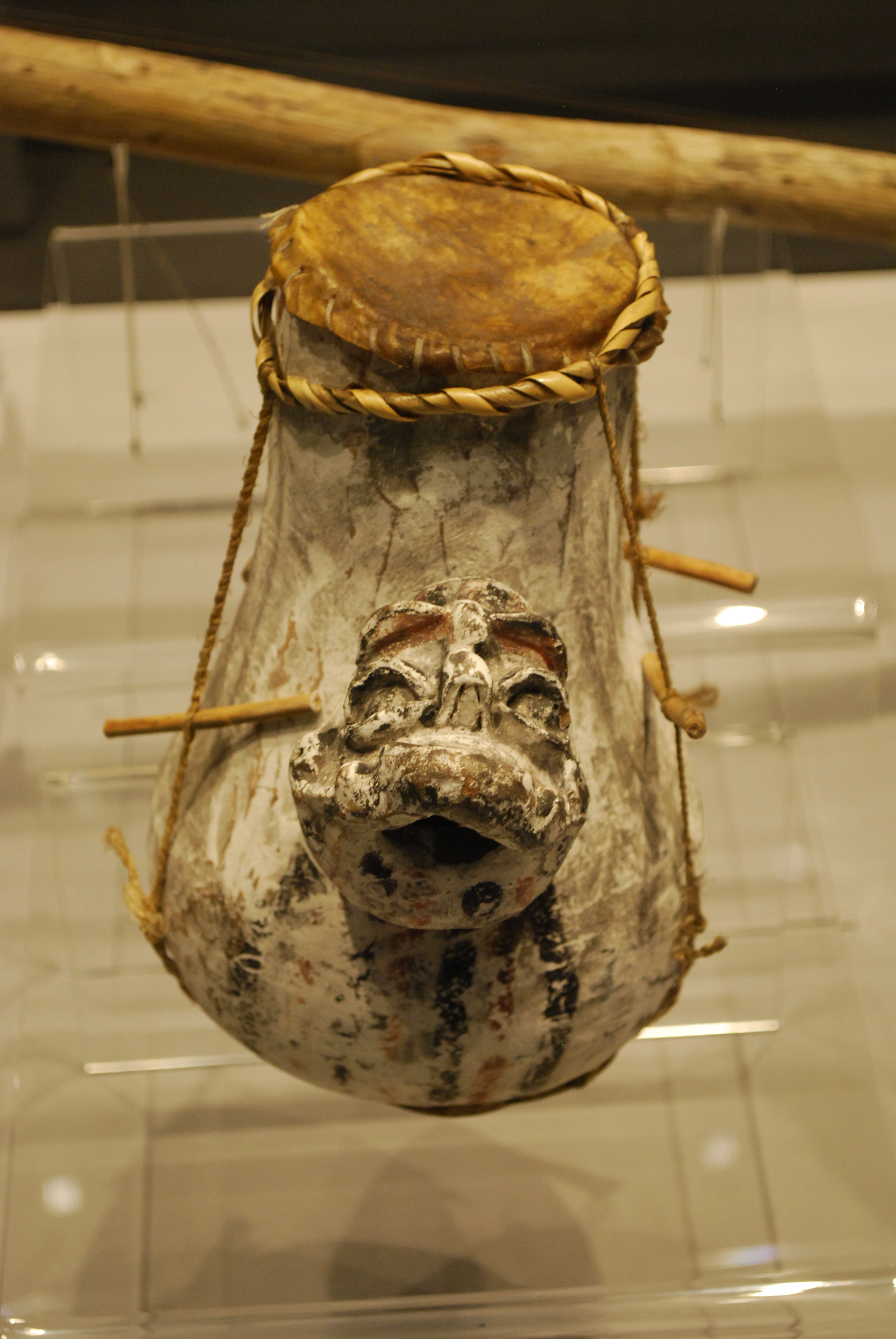
Ритуальный барабан (ок. 1970 года)
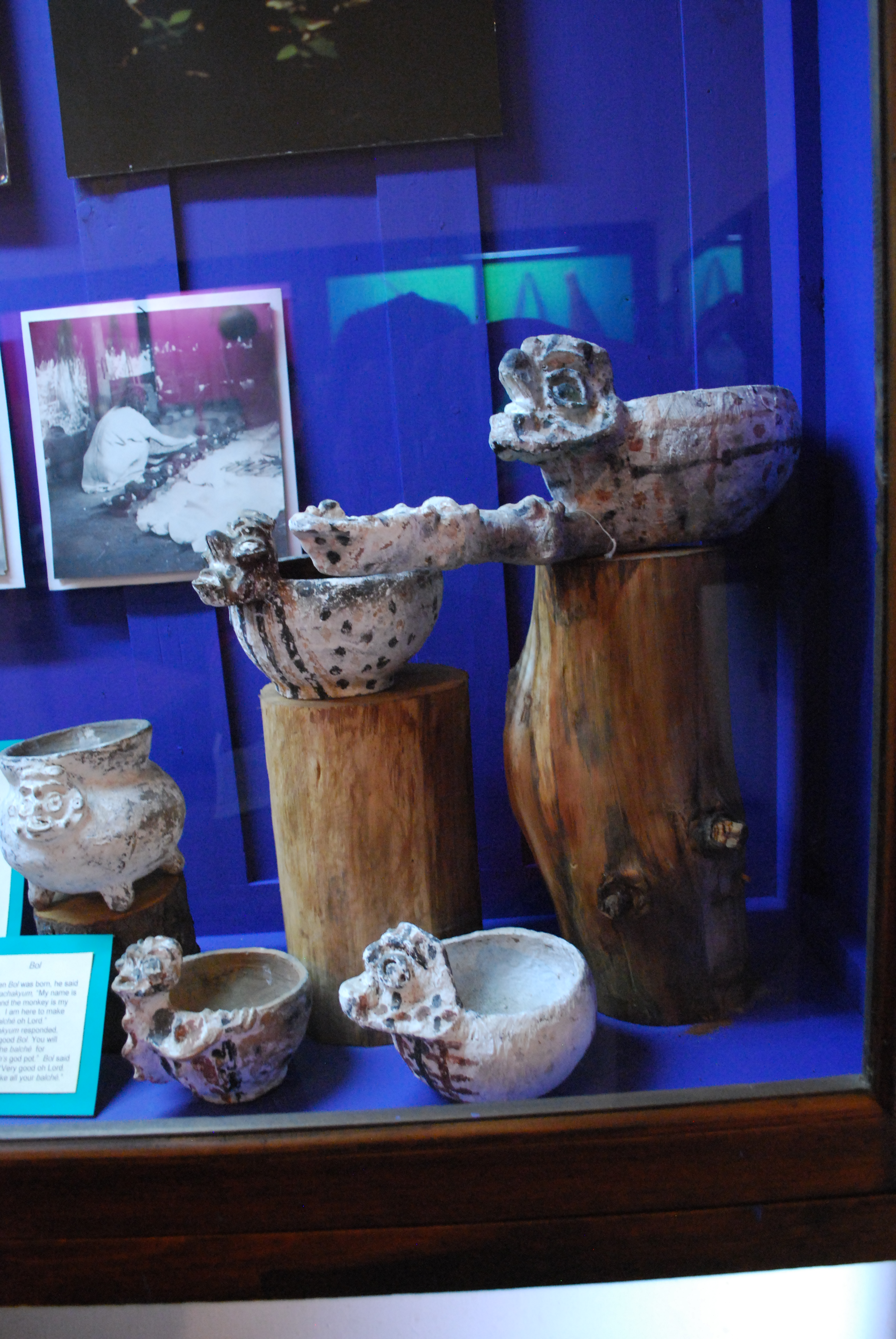
Чаши из музея На-Болом в Сан-Кристобаль-де-Лас-Касас.
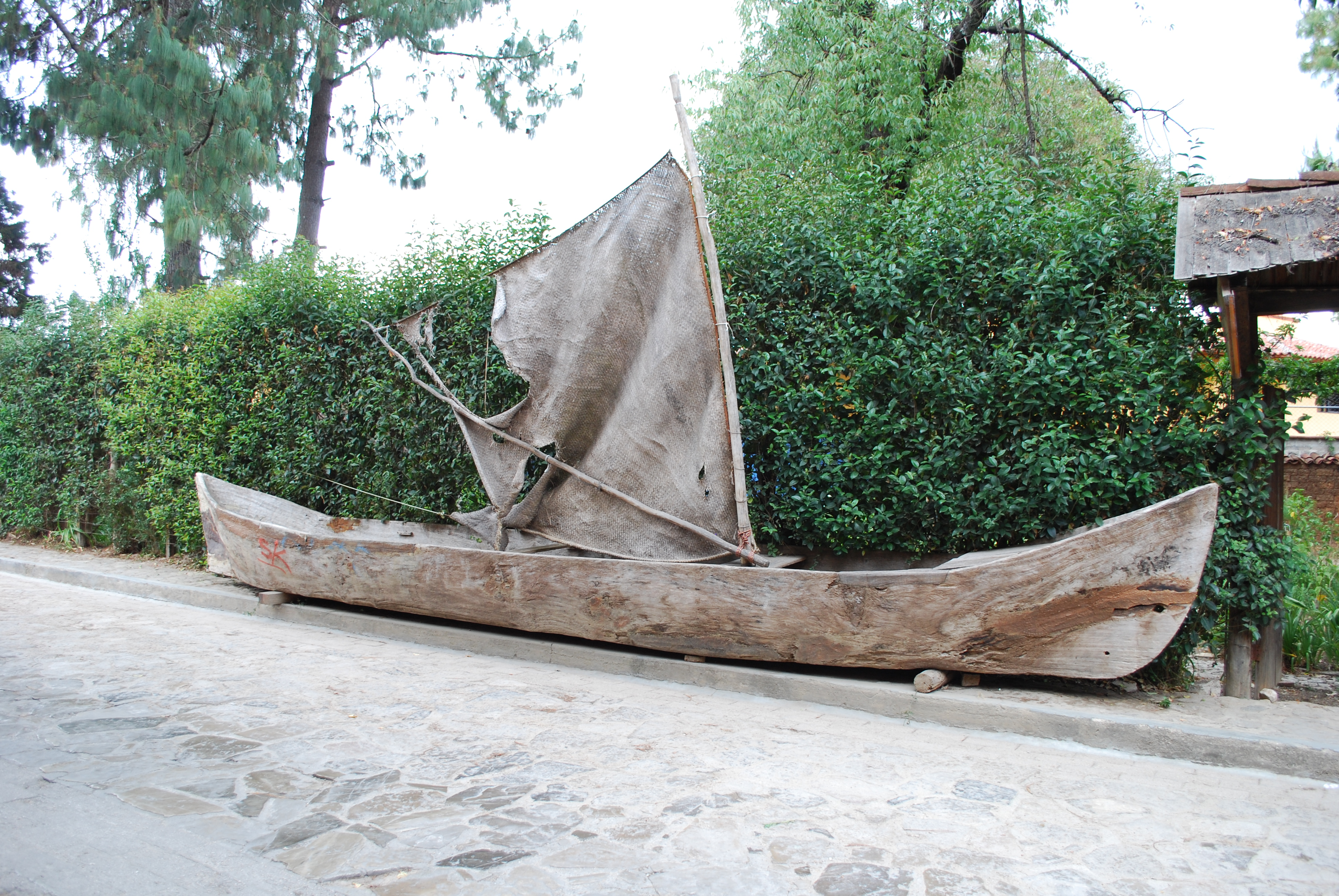
Лодка лакандонов перед музеем На-Болом в Сан-Кристобаль-де-Лас-Касас.